# أرتور غارسيا ييل
أرتور غارسيا ييل (بالإسبانية: Arturo García Yale) هو لاعب كرة قدم بوليفي، ولد في 14 مايو 1965 في سانتا كروز دي لا سييرا في بوليفيا. شارك مع منتخب بوليفيا لكرة القدم. أما مع النوادي، فقد لعب مع ذي سترونغيست ونادي الشعلة ونادي خورخي ويلسترمان ونادي سان خوسيه.

## وصلات خارجية
- أرتور غارسيا ييل على موقع ناشيونال فوتبول تيمز (الإنجليزية)
- أرتور غارسيا ييل على موقع عالم كرة القدم.نت (الإنجليزية)